# كارلوس سبادارو
كارلوس سبادارو (بالإسبانية: Carlos Spadaro)‏ (5 فبراير 1902 – 15 نوفمبر 1985) لاعب كرة قدم أرجنتيني راحل كان يجيد اللعب في خط الهجوم .
تم استدعائه للمرة الأولى إلى صفوف منتخب الأرجنتين في بطولة كأس العالم 1930 في الأوروغواي ولعب مباراة واحدة فقط أمام منتخب المكسيك في الدور الأول .
بعد نهاية البطولة انتقل إلى نادي إستوديانتيل بورتينو وحقق معه بطولة الدوري سنة 1931 .

## وصلات خارجية
- كارلوس سبادارو على موقع الاتحاد الدولي (مؤرشف)  (الإنجليزية)
- كارلوس سبادارو على موقع قاعدة بيانات كرة القدم.إي يو (الإنجليزية)
- كارلوس سبادارو على موقع عالم كرة القدم.نت (الإنجليزية)

- السيرة الذاتية